# Jan Gehler
Jan Gehler (* 1983 in Gera) ist ein deutscher Theaterregisseur.

## Leben
Jan Gehler studierte von 2003 bis 2009 Szenische Künste an der Universität Hildesheim. Während dieser Zeit spielte und inszenierte er in mehreren freien Gruppen, u. a. wurde er 2006 mit seiner Werkstattinszenierung von Thomas Freyers Separatisten zum Regiefestival Körber Studio Junge Regie eingeladen.
Nach seinem Abschluss war er zwei Jahre Regieassistent am Staatsschauspiel Dresden, wo er 2011 die Uraufführung von Wolfgang Herrndorfs Roman Tschick inszenierte. Weitere Arbeiten führten ihn u. a. ans Volkstheater München, das Maxim-Gorki-Theater Berlin, Theater Freiburg, Thalia Theater Hamburg, Düsseldorfer Schauspielhaus und Staatstheater Stuttgart.
Von 2013 bis 2016 war Jan Gehler Hausregisseur am Staatsschauspiel Dresden. Seit der Spielzeit 2016/2017 arbeitet er als freier Regisseur.

## Inszenierungen (Auswahl)
- 2011: Jakob von Gunten von Robert Walser, Staatsschauspiel Dresden
- 2011: Tschick von Wolfgang Herrndorf, Staatsschauspiel Dresden
- 2012: Aus dem Leben eines Taugenichts von Joseph v. Eichendorff, Staatsschauspiel Dresden
- 2013: Die Leiden des jungen Werther nach Johann Wolfgang v. Goethe, Volkstheater München
- 2013: Jonas Jagow von Michel Decar, Maxim-Gorki-Theater Berlin
- 2013: Leon und Leonie von Thilo Reffert, Theater Junge Generation Dresden
- 2013: Supergute Tage oder Die sonderbare Welt des Christopher Boone von Simon Stephens nach dem Roman von Mark Haddon, Staatsschauspiel Dresden
- 2014: Seattle von Dirk Laucke, Theater Freiburg
- 2014: Ein Exempel von Lutz Hübner und Sarah Nemitz, Staatsschauspiel Dresden
- 2014: Die Wilde 13 von Olivia Wenzel, Thalia Theater Hamburg
- 2014: Furcht und Ekel. Das Privatleben glücklicher Leute von Dirk Laucke, Staatstheater Stuttgart
- 2015: Wie es euch gefällt von William Shakespeare, Staatsschauspiel Dresden
- 2015: Bilder deiner großen Liebe von Wolfgang Herrndorf, Staatsschauspiel Dresden
- 2015: Arbeit und Struktur von Wolfgang Herrndorf, Theater Freiburg
- 2015: DYNAAAMO! ein Theaterprojekt von und für Fußballfans, Bürgerbühne Staatsschauspiel Dresden
- 2016: Das Schiff der Träume von Federico Fellini, Staatsschauspiel Dresden
- 2016: Manchmal hat die Liebe regiert und manchmal einfach niemand von Laura Naumann, Schauspielhaus Bochum[3]
- 2016: Herr Puntila und sein Knecht Matti von Bertolt Brecht, Düsseldorfer Schauspielhaus[4]
- 2017: kein Land. August von Thomas Freyer, Staatsschauspiel Dresden[5]
- 2017: Ellbogen nach Fatma Aydemir, Düsseldorfer Schauspielhaus[6]
- 2017: Rico, Oskar und das Vomhimmelhoch von Andreas Steinhöfel, Theater Junge Generation Dresden
- 2018: Die Nibelungen von Friedrich Hebbel, Mecklenburgisches Staatstheater Schwerin[7]
- 2018: Ein Sommernachtstraum von William Shakespeare, Mecklenburgisches Staatstheater Schwerin
- 2019: Früher war alles von Dirk Laucke, Staatsschauspiel Dresden
- 2019: Mr. Nobody nach dem Film von Jaco van Dormael, Junges Schauspiel Düsseldorf
- 2019: Monsieur Ibrahim und die Blumen des Koran von Éric-Emmanuel Schmitt, Volkstheater Wien
- 2020: letztes Licht. Territorium von Thomas Freyer, Düsseldorfer Schauspielhaus
- 2022: Sasja und das Reich jenseits des Meeres von Frida Nilsson, Theater an der Parkaue[8]

## Auszeichnungen
Seine Uraufführung von Tschick nach dem Roman von Wolfgang Herrndorf (Bühnenfassung: Robert Koall) wurde 2012 zum „Heidelberger Stückemarkt“ und zum Theaterfestival „Radikal jung“ nach München eingeladen, wo sie den 2. Publikumspreis gewann. Außerdem bekam die Inszenierung den Günther-Rühle-Preis der Stadt Bensheim im Rahmen des Festivals „Woche Junger Schauspieler“ verliehen und eine Nominierung für den renommierten Theaterpreis „Der Faust“ in der Sparte Regie Kinder- und Jugendtheater.
Die Uraufführung von Dirk Lauckes Furcht und Ekel. Das Privatleben glücklicher Leute wurde 2015 zu den „40. Mülheimer Theatertagen“ eingeladen.